# Varkocs György

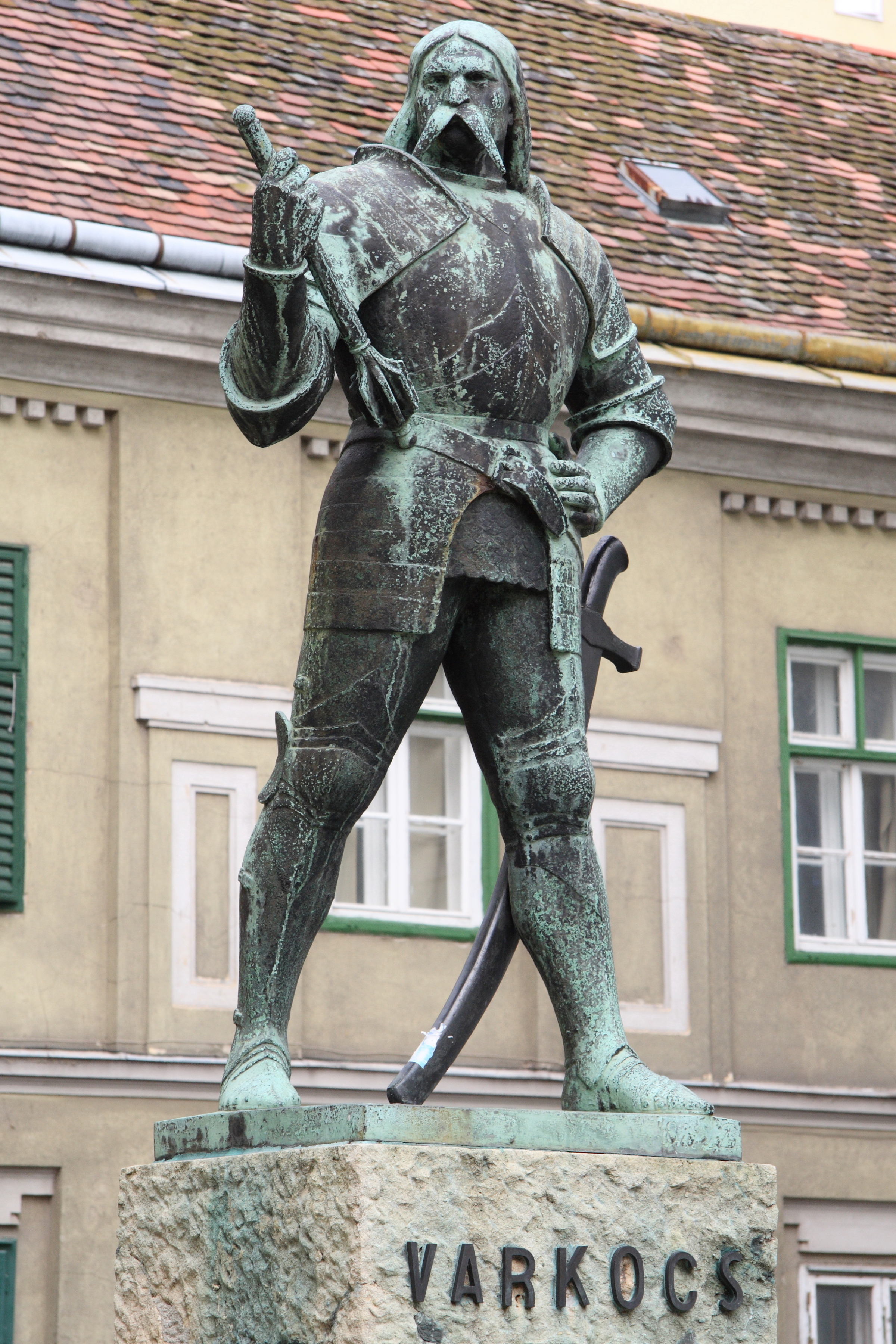
Varkocs György szobra Székesfehérváron

Varkocs György (? – 1543)  Székesfehérvár hős parancsnoka volt a török elleni harcban.

## Családja
A család neve Varkuch, Varkócz illetve Varkóczy alakban is előfordul. A család első ismert tagja a sziléziai származású Varkuch Kristóf volt, aki Szapolyai István nejével, Hedvig tescheni hercegnővel jött Magyarországra. Szapolyai Kristófot Késmárk kapitányává nevezte ki és Straszka, Szentkereszt stb. helységekkel adományozta. Miután magyar nemességet nyert,  nevét a magyaros Varkócz illetve Varkóczy alakban használta. 
Háromszor nősült és mindháromszor előkelő magyar családokból. Egy utóda György 1541-ben Pestet védte a törökkel szemben. 1543. Székesfejérvár kapitánya volt és annak védelmében esett el. Ugyancsak ismert Kristóf egy unokája, Tamás egri kapitány. Egerben ő építtette a vár egy bástyáját, melyet nevéről Varkócs bástyájának neveztek el. 1549-ben váradi kapitány, 1552-ben bihari főispán volt (1576-ban halt meg). A család a 17. században halt ki.

## Életpályája
György Varkuch Kristóf harmadszülött fia volt.
A mohácsi csatát (1526) követően Székesfehérvár Szapolyai János és Habsburg Ferdinánd harcában Szapolyai mellé állt, s mellette egészen haláláig kitartott. Tette ezt annak ellenére, hogy Révay Ferenc nádori helytartó mindent elkövetett, hogy a várost I. Ferdinándnak nyerje meg. Ferdinánd még bizonyos Fejér vármegyei községeket is adományozott a városnak.
Az I. Ferdinánd és Szapolyai János közötti trónviszály során – Török Bálint támadásai miatt – Székesfehérvár vezetése I. Ferdinánd mellett tört lándzsát, és 1540 decemberében beengedte Leonhard von Fels és Perényi Péter csapatait a városba. Az addigi parancsnok, Váraljai Szaniszló prépost elmenekült és Baranyában Pécs püspökének tisztét látta el élete végéig. Leonhard von  Fels Varkocs Györgyöt nevezte ki Székesfehérvár kapitányává.
Amikor 1543-ban a török támadása fenyegetett, I. Ferdinándnak négy jelöltje is volt a várkapitányi posztra, ám egyikük sem vállalata el ezt a tisztséget. Így történet, hogy ismét  Varkocs Györgyöt nevezte ki  1543. július 24-én a Habsburg uralkodó Székesfehérvár kapitányává.
Varkocs hősies küzdelme ellenére 1543-ban Fehérvár török kézre került. A város polgárai ugyanis megelégelve az ostromot, a Varkocs György várkapitány vezette kitörő csapatokat a városból kizárták, akiket így az oszmánok lekaszaboltak.
A fehérvári polgárok Ferdinándhoz való átpártolásukkal magukra haragították a szultánt. Nekik a házaikban kellett maradniuk. Szulejmán kivégzésekkel torolta meg árulásukat; Székesfehérvárt is szandzsákközpontnak tette meg ezután, melynek élére Ahmed béget nevezte ki.

## Emlékezete
Már 1896-ban felvetette Havranek József akkori székesfehérvári polgármester, hogy Varkocs Györgynek emléket kellene állítani. Az egykori Budai kapu közelében a város török iga alóli felszabadulásának 250. évfordulóján, 1938. május 19-én került sor. A szobor alkotója Erdey Dezső szobrászművész.